# Thorius omiltemi
Thorius omiltemi är en groddjursart som beskrevs av Hanken, Wake och Freeman 1999. Thorius omiltemi ingår i släktet Thorius och familjen lunglösa salamandrar. IUCN kategoriserar arten globalt som starkt hotad. Inga underarter finns listade i Catalogue of Life.